# رينيه غيير
رينيه غيير (بالإنجليزية: Renée Geyer)‏ مغنية أسترالية مختصة في الجاز. في سنة 2009, شاركت ريني بصوتها في الفيلم ماري وماكس.

## روابط خارجية
- رينيه غيير على موقع IMDb (الإنجليزية)
- رينيه غيير على موقع ميوزك برينز (الإنجليزية)
- رينيه غيير على موقع ديسكوغز (الإنجليزية)
- رينيه غيير على موقع قاعدة بيانات الفيلم (الإنجليزية)